# Shinji Tsuji
 (juin 2024).
La mise en forme du texte ne suit pas les recommandations de Wikipédia : il faut le « wikifier ».
Les points d'amélioration suivants sont les cas les plus fréquents. Le détail des points à revoir est peut-être précisé sur la page de discussion.
- Les titres sont pré-formatés par le logiciel. Ils ne sont ni en capitales, ni en gras.
- Le texte ne doit pas être écrit en capitales (les noms de famille non plus), ni en gras, ni en italique, ni en « petit »…
- Le gras n'est utilisé que pour surligner le titre de l'article dans l'introduction, une seule fois.
- L'italique est rarement utilisé : mots en langue étrangère, titres d'œuvres, noms de bateaux, etc.
- Les citations ne sont pas en italique mais en corps de texte normal. Elles sont entourées par des guillemets français : « et ».
- Les listes à puces sont à éviter, des paragraphes rédigés étant largement préférés. Les tableaux sont à réserver à la présentation de données structurées (résultats, etc.).
- Les appels de note de bas de page (petits chiffres en exposant, introduits par l'outil «  Source ») sont à placer entre la fin de phrase et le point final[comme ça].
- Les liens internes (vers d'autres articles de Wikipédia) sont à choisir avec parcimonie. Créez des liens vers des articles approfondissant le sujet. Les termes génériques sans rapport avec le sujet sont à éviter, ainsi que les répétitions de liens vers un même terme.
- Les liens externes sont à placer uniquement dans une section « Liens externes », à la fin de l'article. Ces liens sont à choisir avec parcimonie suivant les règles définies. Si un lien sert de source à l'article, son insertion dans le texte est à faire par les notes de bas de page.
- La présentation des références doit suivre les conventions bibliographiques. Il est recommandé d'utiliser les modèles {{Ouvrage}}, {{Chapitre}}, {{Article}}, {{Lien web}} et/ou {{Bibliographie}}. Le mode d'édition visuel peut mettre en forme automatiquement les références.
- Insérer une infobox (cadre d'informations à droite) n'est pas obligatoire pour parachever la mise en page.

Pour une aide détaillée, merci de consulter Aide:Wikification.
Si vous pensez que ces points ont été résolus, vous pouvez retirer ce bandeau et améliorer la mise en forme d'un autre article.
Shinji Tsuji ( 9 janvier 1842 - 30 novembre 1915 ) est un responsable de l'éducation japonais pendant la période Meiji. C'est un ancien samouraï du clan Matsudaira du domaine de Matsumoto et un baron.
Né à Matsumoto, province de Shinano. En 1866, il devient professeur assistant de chimie à l'Institut Kaisei Tokyo. Après l'ère Meiji, il devient professeur assistant à l'université, puis directeur de l'Université impériale de Tokyo. Après avoir rejoint le ministère de l'Éducation en 1871 (Meiji 4), il occupe les postes de département d'enquête sur le système éducatif, de directeur de la division scolaire, de directeur du bureau régional des affaires éducatives, de directeur du bureau des affaires éducatives ordinaires et de premier vice-ministre de l'Éducation. Parce qu'il a été impliqué dans la formulation de la plupart des systèmes éducatifs dans la première moitié de la période Meiji, on disait de lui qu'il était « le Tsuji du ministère de l'Éducation ou le ministère de l'Éducation de Tsuji », était également connu comme le premier homme d'État aîné de la société éducative, et un vétéran du monde de l'éducation Meiji.
Pendant cette période, il devient membre de la Société Meiroku et est également président de la Société éducative du Grand Japon (plus tard Société éducative impériale), de la Société française (ja) et de la Société italienne. Après avoir pris sa retraite du ministère de l'Éducation en 1892, il fut élu membre de la Chambre des pairs, membre du Conseil de l'enseignement supérieur et membre du Comité de recherche en éducation, et fut également président de Jinju Life Insurance, Suwa. Électrique et Tramway Ina.

## Biographie
Il est né au jōkamachi du château de Matsumoto en tant que deuxième fils de Josui Obuchi Tsuji, un médecin du clan Matsumoto (classement 15 koku). Son nom d'enfance était Teikichi, ensuite changé son nom en Rinosuke, Shinjiro et Shinji. Dès l'âge de 12 ans, il étudie le néoconfucianisme à l'école du domaine Sokyokan, puis étudie Rangaku. Ses notes à Sokyokan auraient été exceptionnelles, il est allé à Edo ( Tokyo) et a étudié Rangaku, Eigaku (ja), et Heihō les tactiques militaires occidentales, et est également entré à la raffinerie de l'Institut de recherche de Bansho du Shogunat Tokugawa (plus tard le Bureau chimique), où il a appris le moulage de canons et la fabrication de poudre à canon. En 1863, à l'âge de 22 ans, il devient directeur de fonderie à Kaiseijo (source de l'Université de Tokyo ). Tsuji aspirait initialement à devenir soldat, et en 1864 (la première année du Genji), il rejoignit la force de subjugation du shogunat contre Takeda Kounsai sans la permission du domaine ( Rébellion Tenguto ).
Ensuite, il retourne à Edo et retourne au Kaiseijo, mais est blessé dans un accident alors qu'il fabrique de la poudre à canon. Dès lors, il décide de devenir éducateur et se consacre à la recherche en études françaises . En 1866 (Keio 2), il devient professeur adjoint de chimie à Kaisei -jo et dirige une école bouddhiste à Shimotani Neribei-cho (aujourd'hui Akihabara ). Parmi les étudiants de cette école privée se trouvait Kimitake Furuichi, qui devint plus tard la plus haute autorité du monde du génie civil moderne. Après la restauration Meiji, il fut nommé professeur assistant à l'école Kaisei (ja) par le nouveau gouvernement.
En 1886, avec Kimitake Furuichi et d'autres, il fondèrent la Société française, qui est le prédécesseur de la Société Japon-France, puis l'École française de Tokyo (ja), plus tard avec la faculté de droit de Tokyo (ja) . Il fut également le premier président de la Société française.
Il a été élu impérialement membre de la Chambre des pairs en 1896 (Meiji 29), et à partir de 1897 (Meiji 30), il a été membre du Conseil de l'enseignement supérieur et du Comité de recherche en éducation et a souvent proposé ses opinions. du point de vue du soutien à l’éducation. De plus, lorsque la Dainippon Educational Association fut réorganisée en Imperial Educational Association en annexant la Kokukyoisha (fondée par Shuji Izawa ), la présidence fut confiée à Atsumaro Konoe, le président de la Chambre des pairs, mais en 1898 (Meiji 31) après sa démission de son poste de  président de Konoe ( Royal Guard d'Impérial), l'élection de son successeur s'est retrouvée dans une impasse, et Tsuji a donc été réélu président à la demande des membres du conseil d'administration. Dès lors jusqu'à sa mort en 1915 (Taisho 4), il continue à exercer les fonctions de président du Teikoku Kyoikukai, l'Association impériale d'éducation, et se consacre à la réforme de l'éducation. Tsuji a été président de l'Association éducative du Grand Japon et de Teikoku Kyoikukai pendant environ 27 ans, ce qui en fait le président le plus ancien parmi les anciens présidents. Le lieu de la tombe est le cimetière Somei.
- Alors qu'il était dans le plus grand besoin de ses études dans sa jeunesse, il reçut une bénédiction de la femme (Sato) qui devint plus tard son épouse. La nouvelle de Chozo Koizumi « Shusse no Enmusubi » est basée sur cette histoire[4].

- Son épouse, Sato, était la troisième fille de Nobuyoshi Kozaemon Iwanami, un serviteur du shogunat[5]
- Le fils aîné, Taro Tsuji, était membre de la Chambre des pairs, baron, et membre de la Fair Association.